# Mama Lily

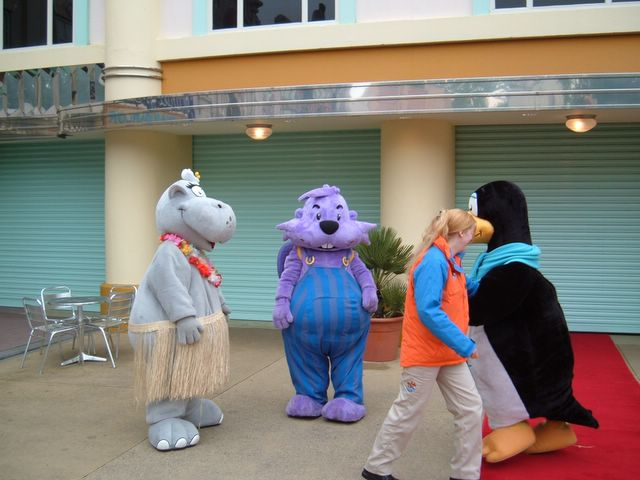
Mama Lily (links) samen met andere Walibi mascottes

Mama Lily is een van de mascottes van de Walibi (Walibi Sud-Ouest, Walibi Belgium, Walibi Rhône-Alpes en Walibi Holland) parken. Ze is actief gebruikt van 2005 tot en met 2010.

## Algemene informatie
Mama Lily is geïntroduceerd in 2005. In het verhaal van Walibi heeft Walibi, Mama Lily tijdens zijn wereldreis ontmoet. Mama Lily wordt gezien als de moeder van de mascottes. Ze staat altijd voor iedereen klaar, en heeft voor iedereen goede raad. Ze komt uit Afrika, en kan het niet hebben als men haar vrienden krenkt.
Afbeeldingen · Lijst van attracties